# ヴェロニカ (歌手)
ヴェロニカ（ブルガリア語:Вероника / Velonika)、本名:ヴェロニカ･リュドミロヴァ・アテヴァ＝シュケティエヴァ（Вероника Людмилова Атева-Шкетиева / Velonika Lyudmilova Ateva-Shketieva、1976年12月5日 - ）はブルガリアのポップ・フォーク歌手である。ブルガリア北部パヴリケニで生まれ、ヴェリコ・タルノヴォに育った。2005年には「Сериен лъжец」（Serien lazhets）のビデオ・クリップが「今年のビデオ・クリップ」に選出され、パイネルを代表する歌手たちがそろって全国をツアーする「Planeta Prima」にも参加するなどした。2009年、パイネルとの契約を解消し、アラ傘下のディアパソン・レコーズに移籍した。

## 私生活
2005年に結婚した。

## アルバム
- Принцеса на вятъра（Printsesa na vyatara、2001年）
- Искам те завинаги（Iskam te zavinagi、2004年）
- 13（2006年）
- Single + Best Collection（2006年）
- Адреналин（Adrenalin、2007年）